# Genmei
L'emperadriu Genmei, coneguda també com a emperadriu Genmyō (元明天皇, Genmei-tennō, 660 – 29 de desembre de 721), fou el 43è monarca del Japó, segons l'ordre tradicional de successions.
El regnat de Genmei es va estendre els anys 707 i 715.
En la història del Japó, Genmei va ser la quarta de vuit dones en assolir la responsabilitat d'emperadriu regnant. Abans que Genmei, va regnar tres dones: Suiko, Kōgyoku/Saimei, i Jitō. Després de Genmei van regnar quatre dones més: Genshō, Kōken/Shōtoku, Meishō, i Go-Sakuramachi.

## Narrativa tradicional
Abans del seu ascens al Tron del Crisantem, el seu nom personal (imina) va ser Abe-hime.
L'emperadriu Genmei fou la quarta filla de l'emperador Tenji. Fou la germana petita de l'emperadriu Jitō, germanastra d'una mare diferent. La seva mare, Mei-no-Iratsume (coneguda també com a Soga-hime), era filla de Udaijin Soga-no-Kura-no-Yamada-no-Ishikawa-no-Maro (també conegut com a Soga Yamada-no Ō-omi).

### Esdeveniments de la vida de Genmei
Genmei va esdevenir consort (nyōva) del príncep de la Corona Kusakabe no Miko, qui era el fill de l'emperador Tenmu i de l'emperadriu Jitō. Genmei va accedir al tron l'any 707 després de la mort del seu fill, emperador Mommu. També s'ha suggerit que Genmei va acceptar la funció d'emperadriu perquè l'emperador Mommu creia que el seu fill, el net de Genmei, era encara massa jove com per poder suportar les pressions associades a les funcions d'un emperador.
- 18 de juliol de 707 (Keiun 4, 15è dia del 6è mes): En el 11è any del regnat de Mommu-tennō (文武天皇十一年), l'emperador va morir; i la successió (senso) va ser rebuda per la mare de l'emperador, qui va mantenir el tron en fideïcomís pel seu jove net. Poc temps després l'emperadriu Genmei va accedir al tron (sokui).[10]

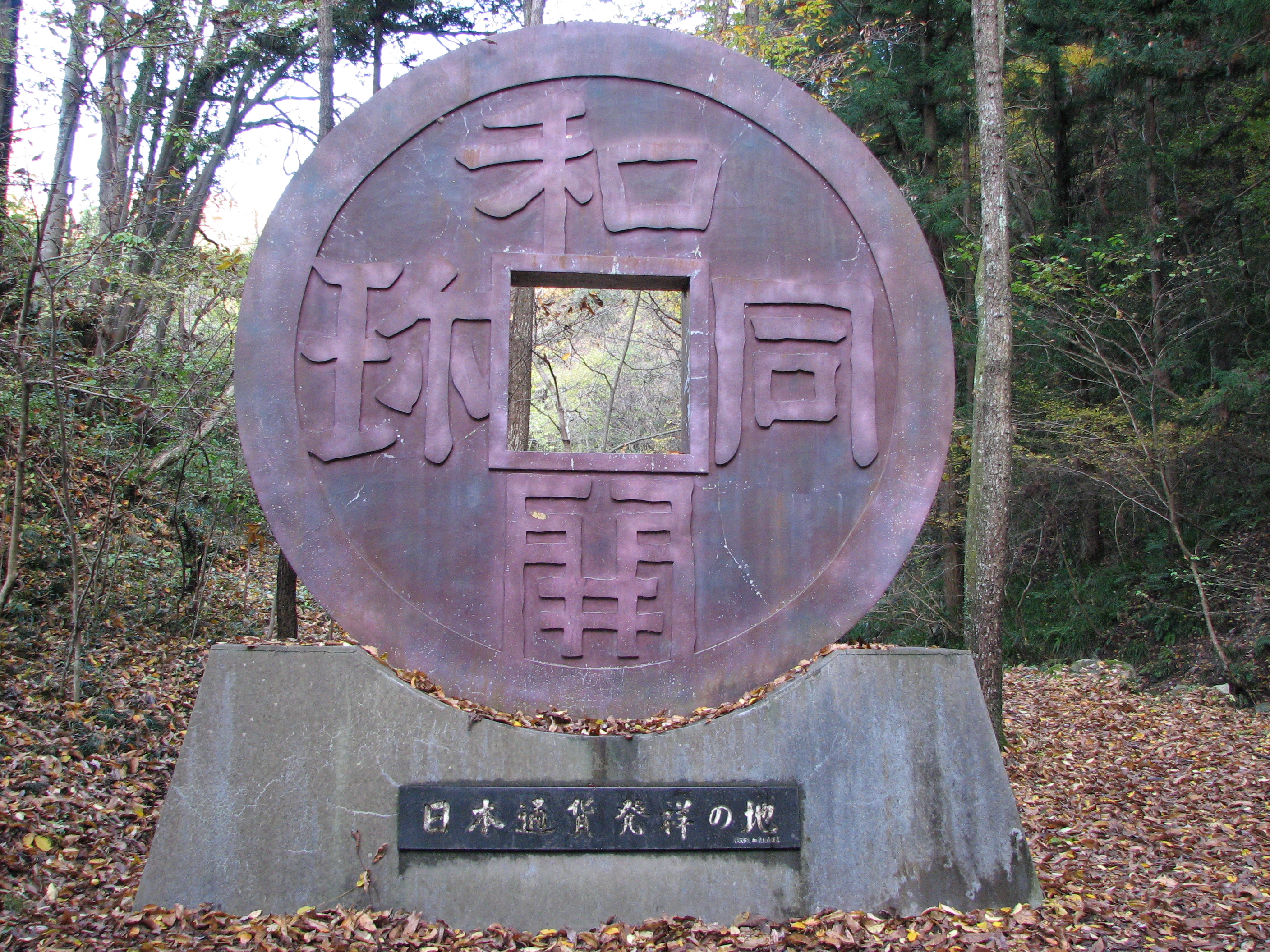
Monument Wadōkaichin a Saitama.

- 707 (Keiun 4): es troben dipòsits de coure en Chichibu província de Musashi,[11] en la regió que inclou Tòquio avui en dia.[9]
- 708 (Keiun 5):, El nom de l'era va ser canviat per a indicar l'accés de l'emperadriu Genmei. L'elecció de Wadō com a nou nengō per aquest regnat esdevenia una manera de assenyalar la descoberta del coure.[9] La paraula japonesa per coure és dō (銅) i el terme xinès antic pel Japó és wa: la combinació d'ambdós produeix el neologisme wadō, és a dir "coure japonès".
- 5 de maig de 708 (Wadō 1, 11è dia del 4t mes): Es va presentar a la Cort de Genmei una mostra del recentment descobert coure de Musashi, on va ser formalment reconegut com a coure japonès.[12] A més, es va establir una casa de la moneda (menta) en la província d'Ōmi.[8]
- 708 (Wadō 1, 3r mes): Fuijwara no Fuhito va ser anomenat Ministre del Dret (Udaijin). Isonokami no Maro fou Ministre de l'Esquerra (Sadaijin).[13]
- 709 (Wadō 2, 3r mes): hi hi havia una revolta contra l'autoritat governamental en les províncies de Mutsu i Echigo. Es van enviar ràpidament tropes per a sufocar la revolta.[13]
- 709 (Wadō 2, 5è mes): van arribar els ambaixadors de Silla, portant una oferta de tribut. Van anar a veure Fujiwara no Fuhito per a preparar futures visites.[14]
- 710 (Wadō 3, 3r mes): l'emperadriu Genmei va establir la seva residència oficial a Nara.[8] Els preparatius per aquest trasllat ja havien començar durant el regnat de Mommu, però no s'havia pogut completar abans de la mort de l'emperador.[13] Poc després que el nengō fos canviat a Wadō, es va emetre un Edicte Imperial respecte de l'establiment d'una nova capital, a Heijō-kyō, en la prefectura de Nara de la província de Yamato. Des de l'antiguitat s'havia mantingut el costum de moure la capital amb l'inici de cada nou regnat. Tanmateix, l'emperador Mommu va decidir no moure la capital, preferint romandre al palau Fujiwara, residència escollida per l'emperadriu Jitō.[15] El palau de l'Emperadriu Genmei va rebre el nom de Nara-no-miya.[7]
- 711 (Wadō 4, 3r mes): es va publicar la crònica Kojiki en tres volums. Aquesta obra presentava una història del Japó des del període mitològic dels déus governants fins al 28è dia del 1r mes del cinquè any del regnat de l'emperadriu Suiko (597).[13] L'obra es va començar durant el regnat de l'emperador Tenmu, però va quedar inconclusa a la seva mort, l'any 686. L'emperadriu Genmei, juntament amb altres oficials de la cort, mereix el mèrit de continuar el patrocini i de donar suport al gegantí projecte.
- 712 (Wadō 5): la província de Mutsu va ser separada de l província de Dewa.[13]
- 713 (Wadō 6, 3r mes): la província de Tanba va ser separada de la província de Tango. La província de Mimasaka va ser estreta de la província de Bizen i la província de Hyūga de la d'Ōsumi.[13]
- 713 (Wadō 6): es va començar la compilació Fudoki, amb l'imprimàtur d'un decret Imperial. Es comença pel cens de les províncies de Izumo, Harima, Hitachi i dues altres províncies que encara existeixen.[8] Es va voler que l'obra inclogués una descripció de totes les províncies, ciutats, muntanyes, rius, valls i planes. També es volia incloure un catàleg de les plantes, arbres, ocells, i mamífers del Japó. També una informació aproximada de tot dels esdeveniments notables que, des del temps antics, havien passat al país.[13]
- 713 (Wadō 6): es va eixamplar la carretera que travessava les províncies de Mino i Shinano. Es va eixamplar la carretera del districte de Kiso de la moderna prefectura de Nagano.

Després que l'emperadriu Genmei transferís la seu del govern a Nara, aquella regió muntanyenca va contenir la capital del set següents regnats. En certa manera, els anys del període Nara van constituir una de les conseqüències més significatives del regnat relativament curt de l'emperadriu Genmei.
Genmei havia planejat inicialment romandre al tron fins l'arribada del seu net a la maduresa. Tanmateix, en 715 Genmei va abdicar a favor d'una filla, la germana gran de Mommu, qui llavors va esdevenir l'emperadriu Genshō. L'emperadriu Genshō finalment va ser succeïda pel seu germà més jove, qui aleshores va esdevenir l'emperador Shōmu.
- 715 (Wadō 8): Genmei dimiteix com emperadriu a favor de la seva filla, qui serà coneguda com a emperadriu Genshō.[16]

L'emperadriu Genmei va regnar un total de vuit anys. Tot i que en total hi va haver set altres emperadrius regnants, els seus successors van ser seleccionats més sovint entre els homes de la línia paterna imperial. Per això, alguns erudits argumenten que els regnats de les dones van ser temporals i que la tradició de la successió masculina s'ha de mantenir en el segle xxi. La successió entre Genmei i Genshō va ser l'única excepció d'aquesta tradició.
Després d'abdicar, va ser coneguda amb el nom de Daijō-tennō (nom que designa a qui ha renunciat en favor d'un successor), sent la segona dona després de l'emperadriu Jitō que va reclamar aquest títol. Genmei va viure set anys després d'abdicar, morint als 61 anys.
Es desconeix on es troba la tomba de Genmei. Se la venera tradicionalment a un memorial xintoista (misasagi) de Nara.
L'Agència de la Casa Imperial Japonesa designa aquesta ubicació com el mausoleu Genmei. El misasagi de Genmei, o mausoleu, pot ser visitat actualment en Narazaka-cho, de la ciutat de Nara. El misasagi en forma de muntanya va ser anomenat Nahoyama-no-higashi no misasagi.

### Poesia
El Man'yōshū inclou un poema que es diu que va ser escrit per l'emperadriu Genmei en 708 (Wadō 1). L'antologia inclou també una resposta creada per una de les dones de la seva cort:
Escolta els sons dels protectors de colzes dels guerrers;
El nostre capità deu estar distribuint els escuts per perforar les tropes.
– Genmei-tennō
Resposta:
No s'amoïni, sobirana meva;
No sóc aquí,
Jo, a qui els déus ancestrals van dotar de vida,
Al costat de la vostra família?
– Minabe-hime

### Kugyō
Kugyō (公卿) és un terme aplicat a un col·lectiu format per uns pocs homes poderosos adscrits a la cort de l'emperador del Japó en èpoques pre-Meiji. Fins i tot durant els anys en què les influències externes a palau van ser mínimes, aquesta organització jeràrquica es va mantenir.
En general, aquest grup d'elit va incloure només tres a quatre homes en un moment donat. Van ser cortesans hereditaris. L'experiència i els antecedents familiars els portaven al cim de la seva carrera. Durant el regnat de Genmei, aquest apèndix del Daijō-kan va incloure:
- Daijō-daijin, príncep Hozumi.[7]
- Sadaijin, Isonokami no Maro (石上麻呂) 708–717.[7]
- Udaijin, Fujiwara no Fuhito (藤原不比等) 708–720.[7]
- Naidaijin
- Dainagon

### Eres del regnat de Genmei
Els anys del regnat de Genmei s'identifiquen específicament per més d'un nom d'era o nengō:
- Keiun (704–708)
- Wadō (708–715)
- Reiki (715–717)

## Referències

Segell Imperial del Japó (un crisantem estilitzat)